# Granulit
Granuliti so metamorfne kamnine, ki imajo izrazito zrnato strukturo. Navadno jih sestavljajo kremen in kalijevi glinenci ter mafični minerali, med katerimi so pogosti granati in pirokseni. Granuliti so nastali iz sedimentnih ali magmatskih kamnin v postopku regionalne metamorfoze.